# نیژنه‌مانچاروو
نیژنه‌مانچاروو (انگلیسی: Nizhnemancharovo) یک شهرک در شهرستان دیورتیورلینسکی در استان باشقیرستان کشور روسیه است.